# Croton ramellae
Croton ramellae är en törelväxtart som beskrevs av Ahumada. Croton ramellae ingår i släktet Croton och familjen törelväxter. Inga underarter finns listade i Catalogue of Life.